# Prionotus punctatus
Prionotus punctatus är en fiskart som först beskrevs av Marcus Élieser Bloch, 1793.  Prionotus punctatus ingår i släktet Prionotus och familjen knotfiskar. Inga underarter finns listade i Catalogue of Life.